# Шарп, Дэйрон
Дэйрон Шарп (англ. Day'Ron Sharpe; род. 6 ноября 2001, Гринвилл, Северная Каролина) — американский профессиональный баскетболист, выступающий в Национальной баскетбольной ассоциации за «Бруклин Нетс». Играет на позициях центрового и тяжелого форварда.

## Профессиональная карьера

### Бруклин Нетс (2021—настоящее время)
Шарп был выбран под 29-м номером на драфте НБА 2021 года командой «Финикс Санз». 6 августа 2021 года Джевон Картер и права на Шарпа были обменяны в «Бруклин Нетс» на Лэндри Шэмета.
13 января 2022 года «Нетс» обыграли «Чикаго Буллз» со счётом 138–112. В этой игре Шарп сыграл 21 минуту, реализовал 10 из 14 бросков, набрал 20 очков, сделал 7 подборов и 1 блок-шот. 20 очков в этой игре оказались его новым личным рекордом.

## Статистика

### Статистика в НБА
| Сезон                                                                                    | Команда | Регулярный сезон | Регулярный сезон | Регулярный сезон | Регулярный сезон | Регулярный сезон | Регулярный сезон | Регулярный сезон | Регулярный сезон | Регулярный сезон | Регулярный сезон | Регулярный сезон | Серия плей-офф | Серия плей-офф | Серия плей-офф | Серия плей-офф | Серия плей-офф | Серия плей-офф | Серия плей-офф | Серия плей-офф | Серия плей-офф | Серия плей-офф | Серия плей-офф |
| Сезон                                                                                    | Команда | GP               | GS               | MPG              | FG%              | 3P%              | FT%              | RPG              | APG              | SPG              | BPG              | PPG              | GP             | GS             | MPG            | FG%            | 3P%            | FT%            | RPG            | APG            | SPG            | BPG            | PPG            |
| ---------------------------------------------------------------------------------------- | ------- | ---------------- | ---------------- | ---------------- | ---------------- | ---------------- | ---------------- | ---------------- | ---------------- | ---------------- | ---------------- | ---------------- | -------------- | -------------- | -------------- | -------------- | -------------- | -------------- | -------------- | -------------- | -------------- | -------------- | -------------- |
| 2021/22                                                                                  | Бруклин | 32               | 8                | 12,2             | 57,7             | 28,6             | 58,5             | 5,0              | 0,5              | 0,3              | 0,5              | 6,2              | 1              | 0              |                | -              | -              | -              | 0,0            | 0,0            | 0,0            | 0,0            | 0,0            |
| 2022/23                                                                                  | Бруклин | 48               | 3                | 11,5             | 54,4             | 54,5             | 63,6             | 4,2              | 0,8              | 0,3              | 0,7              | 4,7              | 2              | 0              | 10,0           | 66,7           | -              | 100,0          | 3,0            | 2,5            | 0,0            | 0,5            | 3,0            |
| 2023/24                                                                                  | Бруклин | 61               | 1                | 15,1             | 57,1             | 26,7             | 61,0             | 6,4              | 1,4              | 0,4              | 0,7              | 6,8              | Не участвовал  | Не участвовал  | Не участвовал  | Не участвовал  | Не участвовал  | Не участвовал  | Не участвовал  | Не участвовал  | Не участвовал  | Не участвовал  | Не участвовал  |
| 2024/25                                                                                  | Бруклин | 50               | 2                | 18,1             | 52,1             | 24,4             | 75,7             | 6,6              | 1,8              | 0,8              | 0,8              | 7,9              | Не участвовал  | Не участвовал  | Не участвовал  | Не участвовал  | Не участвовал  | Не участвовал  | Не участвовал  | Не участвовал  | Не участвовал  | Не участвовал  | Не участвовал  |
|                                                                                          | Всего   | 191              | 14               | 14,5             | 55,0             | 29,5             | 64,8             | 5,6              | 1,2              | 0,5              | 0,7              | 6,5              | 3              | 0              | 10,0           | 66,7           | -              | 100,0          | 2,0            | 1,7            | 0,0            | 0,3            | 2,0            |
| Наведите курсор мыши на аббревиатуры в заголовке таблицы, чтобы прочесть их расшифровку. |         |                  |                  |                  |                  |                  |                  |                  |                  |                  |                  |                  |                |                |                |                |                |                |                |                |                |                |                |

### Статистика в Джи-Лиге
| Сезон                                                                                    | Команда          | Регулярный сезон | Регулярный сезон | Регулярный сезон | Регулярный сезон | Регулярный сезон | Регулярный сезон | Регулярный сезон | Регулярный сезон | Регулярный сезон | Регулярный сезон | Регулярный сезон | Серия плей-офф | Серия плей-офф | Серия плей-офф | Серия плей-офф | Серия плей-офф | Серия плей-офф | Серия плей-офф | Серия плей-офф | Серия плей-офф | Серия плей-офф | Серия плей-офф |
| Сезон                                                                                    | Команда          | GP               | GS               | MPG              | FG%              | 3P%              | FT%              | RPG              | APG              | SPG              | BPG              | PPG              | GP             | GS             | MPG            | FG%            | 3P%            | FT%            | RPG            | APG            | SPG            | BPG            | PPG            |
| ---------------------------------------------------------------------------------------- | ---------------- | ---------------- | ---------------- | ---------------- | ---------------- | ---------------- | ---------------- | ---------------- | ---------------- | ---------------- | ---------------- | ---------------- | -------------- | -------------- | -------------- | -------------- | -------------- | -------------- | -------------- | -------------- | -------------- | -------------- | -------------- |
| 2021/22                                                                                  | Лонг-Айленд Нетс | 15               | 15               | 31,0             | 50,2             | 33,3             | 54,5             | 11,9             | 2,7              | 1,0              | 2,1              | 18,5             | Не участвовал  | Не участвовал  | Не участвовал  | Не участвовал  | Не участвовал  | Не участвовал  | Не участвовал  | Не участвовал  | Не участвовал  | Не участвовал  | Не участвовал  |
| 2022/23                                                                                  | Лонг-Айленд Нетс | 14               | 12               | 28,8             | 59,4             | 21,1             | 57,1             | 12,4             | 2,6              | 0,6              | 1,6              | 16,3             | Не участвовал  | Не участвовал  | Не участвовал  | Не участвовал  | Не участвовал  | Не участвовал  | Не участвовал  | Не участвовал  | Не участвовал  | Не участвовал  | Не участвовал  |
|                                                                                          | Всего            | 29               | 27               | 30,0             | 54,1             | 29,3             | 55,6             | 12,1             | 2,7              | 0,8              | 1,9              | 17,4             | Не участвовал  | Не участвовал  | Не участвовал  | Не участвовал  | Не участвовал  | Не участвовал  | Не участвовал  | Не участвовал  | Не участвовал  | Не участвовал  | Не участвовал  |
| Наведите курсор мыши на аббревиатуры в заголовке таблицы, чтобы прочесть их расшифровку. |                  |                  |                  |                  |                  |                  |                  |                  |                  |                  |                  |                  |                |                |                |                |                |                |                |                |                |                |                |

### Статистика в NCAA
| Сезон | Команда           | Conf  | Class | GP | GS | MPG  | FG%  | 3P% | FT%  | RPG | APG | SPG | BPG | PPG |
| --- | ----------------- | ----- | ----- | -- | -- | ---- | ---- | --- | ---- | --- | --- | --- | --- | --- |
| 2020/21 | Северная Каролина | ACC   | FR    | 29 | 4  | 19,2 | 51,9 | 0,0 | 50,5 | 7,6 | 1,4 | 0,8 | 0,9 | 9,5 |
| Всего | Всего             | Всего | Всего | 29 | 4  | 19,2 | 51,9 | 0,0 | 50,5 | 7,6 | 1,4 | 0,8 | 0,9 | 9,5 |
| Наведите курсор мыши на аббревиатуры в заголовке таблицы, чтобы прочесть их расшифровку Статистика приведена с сайта sports-reference.com |                   |       |       |    |    |      |      |     |      |     |     |     |     |     |